# نايجل جنكينز
نايجل جنكينز (بالإنجليزية: Nigel Jenkins)‏ هو شاعر بريطاني، ولد في 20 يوليو 1949 في Gorseinon ‏ في المملكة المتحدة، وتوفي في 28 يناير 2014 في سوانزي في المملكة المتحدة.

## وصلات خارجية
- الموقع الرسمي
- نايجل جنكينز على موقع ديسكوغز (الإنجليزية)